# Списък на градовете в Хърватия
Населено място в Република Хърватия има статута на град, ако:
1. е център на жупания, или
2. има повече от 10 000 жители, или
3. е определено като град по изключение.

През 2006 г. в Хърватия има 127 официално регистрирани града.
Списък на градове в Хърватия (непълен):
| - Бели Манастир - Белишче - Беловар - Биоград на Мору - Вараждин - Винковци - Вировитица - Водице - Вуковар - Госпич - Дарувар - Джаково | - Дубровник - Жупаня - Загреб - Задар - Карловац - Книн - Копривница - Кутина - Лабин - Макарска - Меткович - Осиек | - Опатия - Пожега - Пореч - Пула - Риека - Ровин - Самобор - Сисак - Славонски Брод - Сплит - Трогир - Шибеник |

## Големи градове
Градове с брой на жителите по-голям от 20 хиляди души (2001):
1. Загреб – 691 724
2. Сплит – 175 140
3. Риека – 143 800
4. Осиек – 90 411
5. Задар – 69 556
6. Славонски Брод – 58 642
7. Пула – 58 594
8. Карловац – 49 082
9. Вараждин – 41 434
10. Шибеник – 37 060
11. Сисак – 36 785
12. Кащела – 34 103
13. Велика Горица – 33 339
14. Винковци – 33 239
15. Дубровник – 30 436
16. Вуковар – 30 126
17. Беловар – 27 783
18. Копривница – 24 809
19. Пожега – 20 943
20. Джаково – 20 912

## Галерия
- 1-ви. Загреб
- 2-ри. Сплит
- 3-ти. Риека
- 4-ти. Осиек